# Brighton International 1982
Il Brighton International 1982 è stato un torneo femminile di tennis giocato sul sintetico indoor. È stata la 5ª edizione del Brighton International, che fa parte del WTA Tour 1982.
Si è giocato a Brighton in Gran Bretagna, dal 25 ottobre al 1º novembre 1982.

## Campionesse

### Singolare
Martina Navrátilová ha battuto in finale  Chris Evert con il punteggio di 6–1, 6–4

### Doppio
Martina Navrátilová /  Pam Shriver hanno battuto in finale  Barbara Potter /  Sharon Walsh con il punteggio di 2–6, 7–5, 6–4